# Samantha Bee
Samantha Bee (25 de outubro de 1969, Toronto, Ontário) é uma comediante, escritora, produtora, comentarista política, atriz, crítica de mídia e apresentadora de televisão canadense.
Bee é naturalizada cidadã americana desde 2014.

## Biografia
Bee nasceu em Toronto, Ontário. Os pais dela separaram-se logo após o seu nascimento e ela foi inicialmente criada por sua avó, que trabalhou como secretária numa escola. Participou do Instituto Collegiate de Humberside e do Instituto Collegiate de York Memorial.
Depois de se formar, Bee frequentou a Universidade McGill, onde estudou ciências humanas. Insatisfeita com uma série de questões na escola, ela transferiu para a Universidade de Ottawa após seu primeiro ano. Na Universidade de Ottawa, Bee se inscreveu para uma aula de teatro, onde descobriu sua vocação, e mais tarde se matriculou na George Brown Theatre School, em Toronto.
Foi correspondente do The Daily Show, e desde 2016 apresenta o programa Full Frontal with Samantha Bee.[carece de fontes?]